# Juncus subulitepalus
Juncus subulitepalus är en tågväxtart som beskrevs av Henrik Balslev. Juncus subulitepalus ingår i släktet tåg, och familjen tågväxter. Inga underarter finns listade i Catalogue of Life.